# Вільям Абнер Едді
Вільям Абнер Едді (англ. William Abner Eddy; 28 січня 1850 — 26 грудня 1909) — американський бухгалтер та журналіст, який став відомим завдяки своїм метеорологічним експериментам із повітряними зміями.

## Біографія
Вільям А. Едді народився в заможній сім'ї у місті Нью-Йорк. Його батько був священиком. Вільям вперше зацікавився повітряними зміями ще у ранньому віці: коли йому було 15 років, він успішно прив'язав ліхтар до шестикутного змія. Після завершення навчання й випуску із Чиказького університету, він повернувся до Нью-Йорка, де невдовзі став бухгалтером в редакції газети New York Herald. В 1887 році він одружився із Синтією С. Гаґґінс (1856–1922) і вони разом переїхали до міста, розташованого неподалік — м. Байонн, штат Нью-Джерсі, де на той час вже проживала двоюрідна сестра Вільяма. Дочка подружжя Едді — Маргарет — народилася 11 січня 1888 року в Нью-Йорку.

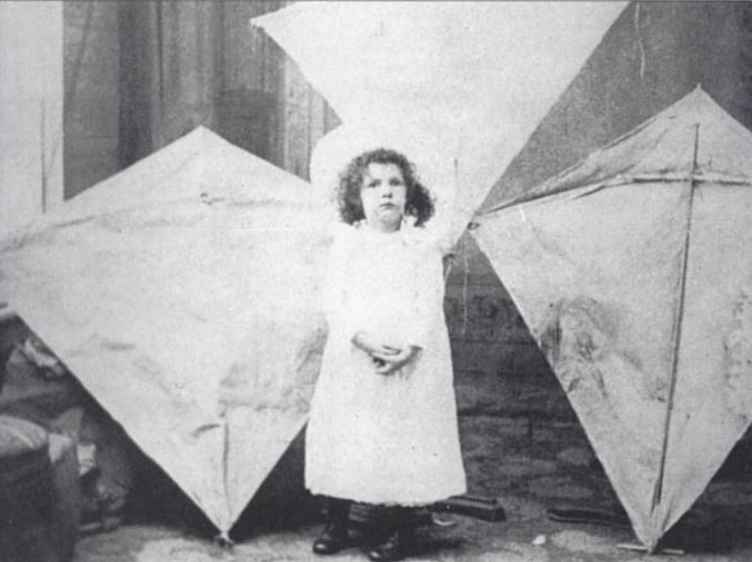
Маргарет Едді із повітряними зміями, знімок 1895 року.

Складається враження, що цікавість Едді до повітряних зміїв поновилася після того, як до нього дійшла інформація про нещодавній прогрес на цьому поприщі. У 1883 році Дуглас Арчібальд використав зміїв для вимірювання різниці швидкостей повітряних потоків. Александр Мак-Едай повторив експерименти Бенджаміна Франкліна з використанням повітряних зміїв із електрометром. У 1887 році до Едді дійшли чутки про повітряних зміїв Вудбріджа Девіса, якими можна було керувати з землі. Беручи за основу відомості про безхвостих повітряних зміїв у формі діаманта, звичних для острова Ява, він спробував додати до їх конструкції деталі, яких не вистачало. В стандартних «діамантових» зміях хвости були потрібні для стабілізації, але ставали проблематичними коли треба було з'єднати декілька таких зміїв для досягнення більшої висоти. Едді вирішив додати поперечну дугову перетинку, а також — дірку на перетині напрямних планок. У 1893 році на Всесвітній виставці він отримав можливість роздобути автентичного малайського повітряного змія, що й надихнуло його на подальші вдосконалення і привело до створення того, що зараз відомо під назвою «діамантовий повітряний змій Едді» (англ. "diamond Eddy kite").

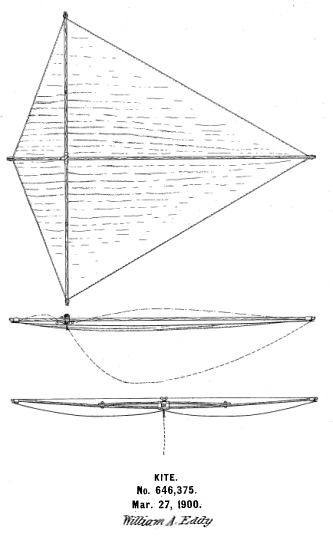
US646375 Рисунок з патенту на винахід повітряного змія Вільяма А. Едді.

Він також покращив метод з'єднування окремих зміїв. Раніше кожного змія треба було прив'язувати до попереднього. Натомість, він використав окрему, загальну для всіх мотузку, з якої відходили розгалуження до окремих повітряних зміїв.
Публікація значень повітряних температур, заміряних Вільямом Едді за допомогою його повітряних зміїв, привернула увагу Американського метеорологічного товариства. У 1894 році він прийняв запрошення долучитися до роботи метеорологічної обсерваторії Blue Hill. Він розв'язав технічні проблеми обсерваторії, тим самим зробивши значний внесок у її репутацію.
30 травня 1895 року Едді виконав перший аерофотознімок в історії Америки. Це відбулося через 37 років після першого знімку, виконаного Надаром із повітряної кулі, і через 7 років після фотознімків Артура Батута, виконаних з повітряних зміїв. Едді ще більше вдосконалив техніку Батута, і навіть експериментував із телефонією та з дзеркалами, використовуючи при цьому повітряних зміїв.
Газета New York Times регулярно доповідала про цікаві випадки з Едді, його плани та результати роботи. Наприклад, у 1897 році вийшла цікава стаття про те, як дитячі забави втручаються в його експерименти в нічні години. У 1898 році він сподівався стати в пригоді військово-морським силам під час іспансько-американської війни. В день Різдва 1900 року він визначив, що дикі качки на узбережжі летіли зі швидкістю 76 км/год на висоті у 460 м. В 1908 році Едді виконав декілька аерознімків зі свого повітряного змія, щоб дізнатися, хто ж вкрав морозиво із його заднього ґанку; на одному зі знімків було чітко видно двох чоловіків, що поїдали здобуте.
Наукова значимість вдосконалень повітряних зміїв, виконаних Вільямом А. Едді, була короткочасною, оскільки вже незабаром Лоуренс Гарґрейв винайшов повітряного змія у формі коробки. Та незважаючи на це, ще через рік після смерті винахідника, ланцюжок із десяти повітряних зміїв Едді, піднявшись на 7.128 м, встановив рекорд висоти, який протримався декілька років.